# ピエール・バルビゼ
ピエール・バルビゼ（Pierre Barbizet 1922年9月20日 アリカ（チリ）-1990年1月18日 マルセイユ）はフランスのピアニスト。パリ音楽院に学び、1944年にピアノ科の首席となる。また音楽史や室内楽でも首席に輝いた。1948年にスヘフェニンヘン国際コンクールのグランプリに輝き、1949年には、ロン＝ティボー国際コンクールの5位に入選した。ソリストとしてよりも、室内楽専門のピアニストとして、とりわけヴァイオリニストのクリスチャン・フェラスの共演者として名高い。1963年から没年までマルセイユ音楽院の院長を務めた。